# Cathédrale Saint-Ambroise de Des Moines
Pour les articles homonymes, voir Cathédrale Saint-Ambroise.
La cathédrale Saint-Ambroise (en anglais : St. Ambrose Cathedral) est un sanctuaire catholique de la ville de Des Moines, dans l'État américain de l'Iowa. Elle est dédiée à saint Ambroise, Docteur de l'Église.
Consacrée en 1891, elle ne prend le titre de cathédrale qu'en 1911, lorsque le diocèse de Des Moines est érigé, et dont elle devient l'église-mère.
Basée sur un plan basilical, cet édifice néo-roman abrite des vitraux modernistes posés en 1940. Cette même année, une chapelle dédiée à Notre-Dame est adjointe au sanctuaire. Ce dernier est visité par le pape Jean-Paul II lors de sa visite pastorale aux États-Unis, en 1979.